# Polgármester-pince
A Polgármester-pince Miskolcon a történelmi avasi pincesorok egyik legjellegzetesebb épülete. Nevét arról kapta, hogy eredetileg Halmay Béla polgármesteré volt, aki 1935–38 között vezette a várost. A tornyos, téglából épült borház helyi jelentőségű védett épület, a települési értékgyűjteményben is szerepel.

## Története
A Halmay családból Halmay Béla édesapja, Halmay György vásárolt először pincét az Avason, Rácz Ádám nyomdász szomszédságában, 1879-ben. Nem tudni, a mai épület pontosan mikor épült, de 1905-ben már állt. A borház a Nagy-Avas városrészben, a Rácz sor és a Győri sor elágazásában álló egyemeletes téglaépület. Vörös téglából épült, emeleti kiugró, sarokerkélyes szintje fachwerkes kialakítású, az ablakok alatt átlós, keretezett fa díszítőelemmel. Kialakításával a dél-német és Rajna-menti fachwerkes házakat mintázza. A történelmi Avas borospincéiben a 20. század elején élénk kulturális élet zajlott. Halmay Béla unokájának beszámolója szerint „mesélték, hogy Honthy Hanna is vendégeskedett náluk. Emlegették a jó hangulatú, hajnalig tartó kártyapartikat és a jó barátokat”.
A pince mai tulajdonosának kezdeményezésére az önkormányzat emléktáblát helyezett el Halmay Béla emlékére az épület északnyugati oldalán. A 70×50 cm-es, mészkő tábla szövege: „Hazajöttem mély lelki sebekkel, melyeket csak az íróasztal gyógyított meg. A kötelesség. A munka fanatikus szeretete.” Dr. Halmay Béla (1881–1953) miskolci polgárnester, tizeshonvéd főhadnagy, Przemyśl várának hős védője emlékét őrzi a hálás utókor. „A polgármester pincéje”, Nagyavas, Rácz sor 370. A borház és pincéje a Halmay család tulajdona volt. Az emléktábla felavatására május 9-én került sor.
Az önkormányzat 2009. december 2-i döntésének értelmében helyi jelentőségű védett épület. 2021. december 15-én a Polgármester pince bekerült a miskolci települési értéktárba, mint „a Miskolc Avas hegyén található ikonikus pinceépület”, mely „Miskolc építészeti és borászati hagyományait is képviseli, és helye van az utókor számára megőrzendő, helytörténeti emlékeink sorában.”
A Polgármester pince rendszeres résztvevője az Avasi borangolás, a Miskolci fröccsfesztivál és az Avasi kvaterka rendezvényeknek. A 2022-ben első alkalommal megrendezett pinceszépségversenyen az első helyet érte el, megosztva az Ékszerdoboz pincével. A szakmai zsűri indoklása szerint az épület „elhelyezkedése és építészeti stílusa egyaránt különleges, és ragyogó adottságai mellett ugyanilyen lényeges, hogy a tulajdonosa – aki néhány éve vette meg, újította fel és ápolja a történetét, az emlékezetét – olyan imázst teremtett köré, amely megőrzi mindazt, amit ez az épület kifejez és megtestesít.” Szunyogh László főépítész megjegyezte, hogy „éreztük, az lehetetlen, hogy az első szépségversenyen a Polgármester pince ne legyen díjazott”. A 2023-as pinceszépségversenyen nem nyert díjat, de a szakmai zsűri külön méltatta, és kiemelte, hogy „mindig minden díjat megérdemel”, de az év győztes pincéi újszerűségükkel ezen a versenyen megelőzték. 2024-ben, a harmadik pinceszépségversenyen „a legautentikusabb pince” címet nyerte el.

## További hivatkozások
- A pince Facebook-oldala
- Halmay Béla és a Polgármester-pince a miskolci Nagyavason. Kapusi Krisztián történész interjúja Halmay Béla unokájával, Honti Judittal, valamint a pince mostani tulajdonosával, Madaras Péterrel.
- Az Avasi Értéktár sorozat számai